# October (альбом)
October (с англ. — «октябрь») — второй студийный альбом ирландской рок-группы U2, выпущенный в 1981 году.

## Критика и отзывы
Николай Овчинников из Афиша Daily писал, что сомнение группы в собственных силах и отсутствие в текстах гражданского пафоса добавляют этому альбому прелести, и назвал October «идеальным альбомом позднего пост-панка».

## Список композиций
Музыка — U2, тексты песен — Боно.
Сторона А
1. «Gloria» — 4:13
2. «I Fall Down» — 3:39
3. «I Threw a Brick Through a Window» — 4:54
4. «Rejoice» — 3:38
5. «Fire» — 3:51

Сторона Б
1. «Tomorrow» — 4:39
2. «October» — 2:20
3. «With a Shout» — 4:02
4. «Stranger in a Strange Land» — 3:56
5. «Scarlet» — 2:54
6. «Is That All?» — 3:01

## В записи участвовали
- Боно — вокал;
- Адам Клейтон — бас-гитара;
- Эдж — гитара, пианино, бэк-вокал;
- Ларри Маллен-мл. — ударные.

Мастеринг — Barry Diament. Менеджер — Paul McGuinness.

## Позиции в чартах
- 104-е место (1981) — чарт Billboard Pop Albums (1 млн проданных копий)
- 107-е место (1987) — чарт Billboard 200
- 11-е место — Великобритания (300 тыс. проданных копий)